# Liste päpstlicher Bullen
Diese Liste beinhaltet eine Auswahl päpstlicher Bullen. Da sich für wichtige Entscheidungen und Maßnahmen die besondere Urkundenart der Bulle im engeren Sinne erst im Laufe des 13. Jahrhunderts entwickelt, der Begriff aber oft unspezifisch verwendet wird, können die älteren hier aufgeführten Urkunden formal auch andere Arten von Papsturkunden sein.
| Jahr              | Name                            | Papst             | Beschreibung |
| ----------------- | ------------------------------- | ----------------- | --- |
| 880               | Industriae tuae                 | Johannes VIII.    | erklärt Großmähren zum Lehen des Heiligen Stuhls, genehmigt die altslawische Liturgie |
| 1054              | Bannspruch von 1054             | (Leo IX.)         | Humbert von Silva Candida exkommuniziert im Namen des toten Papstes den Patriarchen Michael I. |
| 1059              | In nomine Domini                | Nikolaus II.      | Papstwahl nur durch Kardinalbischöfe, das sogenannte Papstwahldekret |
| 1079              | Antiqua sanctorum patrum        | Gregor VII.       | Erzbischof von Lyon wird Primas von Gallien (Kirchenprovinzen Rouen, Tours und Sens) |
| 1136              | Ex commisso nobis               | Innozenz II.      | Unabhängigkeit des Erzbistums Gnesen und damit der polnischen Kirche |
| 1139              | Omne datum optimum              | Innozenz II.      | Privilegien für die Templer |
| 1144              | Milites Templi                  | Coelestin II.     | Bestätigung der Privilegien der Templer |
| 1145              | Militia Dei                     | Eugen III.        | Bestärkung der Privilegien der Templer |
| 1145              | Quantum praedecessores          | Eugen III.        | Zweiter Kreuzzug |
| 1146              | Sicut Judaeis                   | Eugen III.        | Zum Schutz der Juden (Antijudaismus#Mittelalter) |
| 1155              | Laudabiliter                    | Hadrian IV.       | Päpstliche Jurisdiktion in Irland |
| 1170              | Non est dubium                  | Alexander III.    | Gegen die Feinde der Lombardischen Liga |
| 1171 / 1172       | Non parum animus                | Alexander III.    | Maßnahmen zur Missionierung der Esten |
| 1179              | Manifestis probatum             | Alexander III.    | Unabhängigkeit des Königreichs Portugal |
| 1184              | Ad abolendam                    | Lucius III.       | Maßnahmen zur Ketzerbekämpfung |
| 1187              | Audita tremendi                 | Gregor VIII.      | Dritter Kreuzzug |
| 1198              | Post miserabile Ierusolimitane  | Innozenz III.     | Aufruf zum Vierten Kreuzzug |
| 1199              | Vergentis in senium             | Innozenz III.     | Maßnahmen zur Ketzerbekämpfung |
| 1213              | Quia maior                      | Innozenz III.     | Aufruf zum Fünften Kreuzzug |
| 1216              | Religiosam vitam                | Honorius III.     | Bestätigung der Ordensregeln für die Dominikaner |
| 1223              | Solet annuere                   | Honorius III.     | Über die Regeln der Franziskaner |
| 1228              | Fraternitatis tuae              | Gregor IX.        | Eucharistisches Wunder von Alatri (Latium)Alatri |
| 1230              | Quo elongati                    | Gregor IX.        | Testamentsstreit über das Testament des Hl. Franziskus |
| 1231              | Parens scientiarum              | Gregor IX.        | Gründungsbulle zur Universität Paris |
| 1231              | Nimis iniqua                    | Gregor IX.        | Güter- und Besitzregelung des Franziskanerordens |
| 1234              | Pietati proximum                | Gregor IX.        | Bulle von Rieti bestätigt dem Deutschen Orden die Herrschaft über das Kulmer Land. |
| 1234              | Rex pacificus                   | Gregor IX.        | Übersendung des Liber Extra, einer Sammlung päpstlicher Dekretalen durch Raimund von Penyafort, an die Universitäten. Keine Bulle im Sinn der Diplomatik, aber konventionell so genannt.            |
| 1245              | Inter alia desiderabilia        | Innozenz IV.      | Anklage gegen den portugiesischen König Sancho II. |
| 1245              | Ordinem vestrum                 | Innozenz IV.      | Exemtion der Kirchen und Klöster des Franziskanerordens |
| 1252              | Ad extirpanda                   | Innozenz IV.      | Genehmigung der Folter im Inquisitionsverfahren |
| 1253              | Solet annuere                   | Innozenz IV.      | Gründungsbulle der Klarissen |
| 1256              | Licet ecclesiae catholicae      | Alexander IV.     | Gründungsbulle des Augustinerordens |
| 1264              | Transiturus de hoc mundo        | Urban IV.         | Einsetzung des Fronleichnamfestes |
| 1265              | Parvus fons                     | Clemens IV.       | Stärkung des Generalkapitels der Zisterzienser |
| 1279              | Exiit qui seminat               | Nikolaus III.     | Stellungnahme zum Armutsideal der Franziskaner (Armutsstreit) |
| 1294              | Inter sanctorum solemnia        | Coelestin V.      | Ablassprivileg (erster vollkommener Ablass) für die Kirche Santa Maria di Collemaggio |
| 1296              | Clericis laicos                 | Bonifatius VIII.  | Investitur- und Steuerstreit mit Frankreich |
| 1297              | Romana mater ecclesia           | Bonifatius VIII.  | Investiturstreit mit Frankreich |
| 1298              | Sacrosanctae                    | Bonifatius VIII.  | Bulle zur Promulgation des Dritten Teiles (Liber Sextus) des Corpus Iuris Canonici |
| 1299              | De sepulturis                   | Bonifatius VIII.  | Über die innere Leichenschau |
| 1300              | Antiquorum habet fida relatio   | Bonifatius VIII.  | Ausrufung des ersten Heiligen Jahres |
| 1300              | Super cathedram                 | Bonifatius VIII.  | Über die Mendikantenprivilegien |
| 1301              | Ausculta filii                  | Bonifatius VIII.  | Einberufung einer Synode nach Rom für den französischen Episkopat |
| 1302              | Unam Sanctam                    | Bonifatius VIII.  | Geistliche und weltliche Oberhoheit der Kirche |
| 1307              | Pastoralis praeeminentiae       | Clemens V.        | Verhaftung der Templer |
| 1308              | Faciens misericordiam           | Clemens V.        | Einsetzung einer Untersuchungskommission gegen den Templerorden |
| 1312              | Vox in excelso                  | Clemens V.        | Verbot des Templerordens |
| 1312              | Ad providam                     | Clemens V.        | Vermögensaufhebung des Templerordens |
| 1312              | Considerantes dudum             | Clemens V.        | Aburteilung der Templerritter |
| 1312              | Nuper in concilio               | Clemens V.        | Zur Vermögensaufhebung des Templerordens |
| 1312              | Licet dudum                     | Clemens V.        | Über die Privilegien des aufgehobenen Templerordens |
| 1312              | Dudum in generali concilio      | Clemens V.        | Anordnungen zur Vermögensauflösung des Templerordens |
| 1313              | Licet pridem                    | Clemens V.        | Korrektur zu den „Auflösungsbullen“ des Templerordens |
| 1317              | Quorundam exigit                | Johannes XXII.    | Gegen die Spiritualen bei den Franziskanern (Armutsstreit) |
| 1319              | Ad ea ex quibus                 | Johannes XXII.    | Gründung des portugiesischen Christusorden |
| 1322              | Quia nonnunquam                 | Johannes XXII.    | Diskussionsfreiheit im Armutsstreit |
| 1322              | Ad conditorem canonum           | Johannes XXII.    | Fortsetzung des Armutsstreites |
| 1323              | Cum inter nonnullos             | Johannes XXII.    | Gegen den spiritualistischen Armutsbegriff einiger Franziskaner |
| 1324              | Quia quorundam                  | Johannes XXII.    | Armutsstreit zwischen Papst und König Ludwig |
| 1329              | Quia vir reprobus               | Johannes XXII.    | Machtkampf im Armutsstreit |
| 1329              | In agro dominico                | Johannes XXII.    | Über die Thesen Meister Eckehardts |
| 1336              | Benedictus Deus                 | Benedikt XII.     | Definition der katholischen Lehre über die Gottesschau der Seelen nach dem Tode |
| 1343              | Unigenitus Dei filius           | Clemens VI.       | Über die Wiederkehr eines Heiligen Jahres und den Gnadenschatz der Kirche |
| 1363              | In coena Domini                 | Urban V.          | Bannbulle gegen Ketzerei, bekannt auch als „Abendmahlsbulle“ |
| 1374              | Salvator Humani Generis         | Gregor XI.        | Verbannung einiger Sätze des Sachsenspiegels. Diese wurden bekannt als Articuli Reprobati. |
| 1399              | Quanto frequentius              | Bonifatius IX.    | Gründungsbulle zum Pilgerhospiz und Priesterkolleg Collegio Teutonico di Santa Maria dell’Anima |
| 1431              | Quoniam alto                    | Eugen IV.         | Auflösung des Konzils von Basel |
| 1433              | Dudum sacrum                    | Eugen IV.         | Anerkennung des Konzils von Basel |
| 1434              | Creator Omnium                  | Eugen IV.         | Verurteilung der Sklavenjagd auf den Kanaren |
| 1435              | Sicut dudum                     | Eugen IV.         | erneute Verurteilung der Sklavenjagd auf den Kanaren |
| 1442              | Cantate Domino                  | Eugen IV.         | Union mit den Kopten und Äthiopiern (ohne dauerhaften Erfolg) |
| 1452              | Dum diversas                    | Nikolaus V.       | Die Portugiesen bekommen die Vollmacht, alle „heidnischen“ Länder erobern und unterwerfen zu können.                                                                                                |
| 1455              | Romanus Pontifex                | Nikolaus V.       | Portugiesen erhalten das Patronat für die Missionierung und das Handelsmonopol für neue Länder in Afrika und Asien.                                                                                 |
| 1475              | Ad decorem militantis Ecclesiae | Sixtus IV.        | Gründungsbulle zur Vatikanischen Bibliothek |
| 1479              | Ea quae                         | Sixtus IV.        | Über das Beten des Rosenkranzes |
| 1481              | Aeterni regis                   | Sixtus IV.        | Bestätigt den Inhalt des Vertrages von Alcaçovas. |
| 1484              | Summis desiderantes affectibus  | Innozenz VIII.    | Bestätigt entgegen der bis dahin gültigen kirchlichen Lehrmeinung die Existenz von Hexen. |
| 1493              | Inter caetera                   | Alexander VI.     | Teilung der Welt in eine spanische und eine portugiesische Einflusssphäre auf (Demarkationslinie 100 Leguas westlich der Kapverdischen Inseln)                                                      |
| 1493              | Eximiae devotionis              | Alexander VI.     | Erteilung von Privilegien an die Könige Spaniens und Portugals für die Aufteilung der Neuen Welt |
| 1493              | Dudum siquidem                  | Alexander VI.     | Bekräftigung der Privilegien für die spanischen und portugiesischen Gebiete |
| 1493              | Piis fidelium                   | Alexander VI.     | Missionsauftrag für die Neue Welt |
| 1504              | Transmutatio                    | Julius II.        | Umwandlung des Domkapitels von Ratzeburg in ein weltliches Chorherrenstift |
| 1514              | Supernæ                         | Leo X.            | Über die Stellung der Kardinäle |
| 1520              | Exsurge Domine                  | Leo X.            | Gegen Martin Luther (Bannandrohung) |
| 1521              | Decet Romanum Pontificem        | Leo X.            | Gegen Martin Luther (Exkommunikation) |
| 1521              | Dudum siquidem                  | Leo X.            | Ordensregeln für die Terziaren |
| 1537              | Sublimis Deus                   | Paul III.         | Gegen Sklaverei |
| 1540              | Regimini militantis ecclesiae   | Paul III.         | Gründungsbulle des Jesuitenordens |
| 1541              | Illius fulciti praesido         | Paul III.         | Gründung des Bistums Lima |
| 19. November 1544 | Laetare Jerusalem               | Paul III.         | Einberufung des Konzils von Trient auf den 15. März 1545 |
| 1555              | Cum nimis absurdum              | Paul IV.          | Wohnpflicht für Juden in Ghettos |
| 1559              | Cum ex apostolatus officio      | Paul IV.          | Alleine Katholiken sind dazu befugt, den Papst zu wählen |
| 1564              | Iniunctum nobis                 | Pius IV.          | Veröffentlichung des Trienter Glaubensbekenntnisses |
| 1568              | In coena Domini                 | Pius V.           | Gegen Unterstützer von Häresien |
| 1570              | Quo primum                      | Pius V.           | Inkraftsetzung Missale Romanum |
| 1570              | Regnans in Excelsis             | Pius V.           | (Letzte) Exkommunikation eines regierenden Staatsoberhauptes außerhalb Italiens, gegen Elisabeth I. von England                                                                                     |
| 1577              | Apostolatus officium            | Gregor XIII.      | Gründung des Bistums Arequipa Lima |
| 1582              | Inter gravissimas               | Gregor XIII.      | Zur Einführung des Gregorianischen Kalenders |
| 1586              | Coeli et terrae creator         | Sixtus V.         | Gegen die Astrologie |
| 1627              | Immortalis Dei Filius           | Urban VIII.       | Gründung des Urbano-Kolleg (seit 1962 Päpstliche Universität Urbaniana) |
| 1643              | In eminenti                     | Urban VIII.       | Verurteilung des Jansenismus |
| 1653              | Cum occasione                   | Innozenz X.       | Verurteilung des Jansenismus |
| 1656              | Gratia Divina                   | Alexander VII.    | Definition zur Häresie |
| 1676              | n. n.                           | Innozenz XI.      | Schrift an das Erzbistum Besançon, entdeckt 2010 im Domstift zu Bautzen (Bistum Dresden-Meißen) und aufbewahrt in der dortigen Domschatzkammer, soll an das Erzbistum Besançon zurückgegeben werden |
| 1695              | Ecclesiae Catholicae            | Innozenz XII.     | Verbot von Wahlabsprachen zum Mainzer Domkapitel |
| 1713              | Unigenitus Dei filius           | Clemens XI.       | Verurteilung des Jansenismus |
| 1725              | Cunctis ubique                  | Benedikt XIII.    | Gründung des Bistums Budweis |
| 1732              | Sedes apostolica                | Benedikt XIII.    | Besitzrückgabe der früheren Kirchengüter Sachsens bei Rückkehr in die katholische Kirche |
| 1738              | In eminenti apostolatus specula | Clemens XII.      | Verdammung der Freimaurerei |
| 1742              | Ex quo singulari                | Benedikt XIV.     | Verbot der chinesischen Riten |
| 1744              | Omnium solicitudinum            | Benedikt XIV.     | Gegen die jesuitische Missionspraxis in China und Indien |
| 1748              | Gloriosae Dominae               | Benedikt XIV.     | Zur Marienverehrung |
| 1751              | Providas romanorum              | Benedikt XIV.     | Verbietet jedem katholischen Christen den Umgang mit Freimaurern. |
| 1755              | Beatus Andreas                  | Benedikt XIV.     | Verehrung des Anderl von Rinn |
| 1765              | Apostolicum pascendi            | Clemens XIII.     | Bestätigung des Jesuitenordens |
| 1776              | Romanus pontifex                | Pius VI.          | Gründung der drei Bistümer Banská Bystrica (Neusohl), Spiš (Zips) und Rožňava (Rosenau) |
| 1777              | Charitas illa                   | Pius VI.          | Gründung des Bistums Križevci |
| 1805              | In Universalis Ecclesie cura    | Pius VII.         | Übertragung der erzbischöflichen Würde Karl Theodor von Dalbergs von Mainz auf das Bistum Regensburg                                                                                                |
| 1814              | Sollicitudo omnium ecclesiarum  | Pius VII.         | Wiedererrichtung des Jesuitenordens |
| 1821              | Ecclesiam a Jesu Christo        | Pius VII.         | Exkommunikation von Anhängern der Freimaurerei |
| 1821              | Provida solersque               | Pius VII.         | Neuregelung der Bistumsgrenzen im südwestlichen Deutschland |
| 1821              | De salute animarum              | Pius VII.         | Neuordnung der Diözesen und Kirchenprovinzen in Preußen |
| 1824              | Impensa Romanorum Pontificum    | Leo XII.          | Neuordnung der Bistumsgrenzen im Königreich Hannover |
| 1826              | Quo graviora                    | Leo XII.          | Über die Geheimbünde |
| 1827              | Ad dominici gregis custodiam    | Leo XII.          | Grundlagen der Diözese Rottenburg-Stuttgart |
| 1828              | Locum beati Petri               | Leo XII.          | Gründung des Bistums Dubrovnik |
| 1847              | Ubique pateat                   | Pius IX.          | Gründung des Bistums Cochabamba in Bolivien |
| 1850              | Universalis Ecclesiae           | Pius IX.          | Wiederherstellung der kirchlichen Hierarchie in England |
| 1853              | Ex Qua Die                      | Pius IX.          | Wiederherstellung der kirchlichen Hierarchie in den Niederlanden |
| 1854              | Ineffabilis Deus                | Pius IX.          | Definition der Unbefleckten Empfängnis Mariens |
| 1867              | Reversurus                      | Pius IX.          | Verlegung des Patriarchats der Armenisch-Katholischen Kirche nach Istanbul und Erklärung des Jurisdiktionsprimats des römischen Stuhles über die armenisch-katholischen Bischöfe                    |
| 1869              | Apostolicae sedis moderationi   | Pius IX.          | Über das Kirchenrecht |
| 1870              | Pastor Aeternus                 | Pius IX.          | Unfehlbarkeit des Papstes wird festgelegt. |
| 1874              | Non expedit                     | Pius IX.          | Verbietet den italienischen Gläubigen aktive und passive Teilnahme an demokratischen Wahlen in Italien.                                                                                             |
| 1897              | Felicitate quadam               | Leo XIII.         | Ordensgründung der Minderen Brüder (Franziskaner (OFM)) |
| 1911              | Cravi Iamdiu scandalo           | Pius X.           | Exkommunikation des Arnold Harris Mathew |
| 1915              | Incruentum altaris sacrificium  | Benedikt XV.      | Feier des Hl. Messopfer am Allerseelentag |
| 1920              | Eclesiae Universae              | Benedikt XV.      | Gründung des Bistums Eupen-Malmedy für Ostbelgien |
| 1928              | Divini cultus sanctitatem       | Pius XI.          | Anordnung zur Liturgie, Kunst und Kirchenmusik |
| 1930              | Pastoralis officii nostri       | Pius XI.          | Neuordnung der Diözesen in Deutschland |
| 1949              | Iubilaeum maximum               | Pius XII.         | Ausrufung des Heiligen Jahres 1950 |
| 1957              | Germanicae gentis               | Pius XII.         | Gründung des Bistums Essen (Ruhrbistum) |
| 1961              | Cum venerabilis frater          | Johannes XXIII.   | Gründung der Territorialprälatur Aiquile |
| 1969              | Sollicitudo omnium ecclesiarum  | Paul VI.          | Über die Aufgaben der päpstlichen Legaten |
| 1975              | Quo gravius                     | Paul VI.          | Erhebung des Bistums Cochabamba in Bolivien zum Erzbistum |
| 1998              | Incarnationis Mysterium         | Johannes Paul II. | Ausrufung des Heiligen Jahres 2000 |
| 2015              | Misericordiae vultus            | Franziskus        | Ausrufung des außerordentlichen Heiligen Jahres der Barmherzigkeit |
| 2024              | Spes non confundit              | Franziskus        | Ausrufung des Heiligen Jahres 2025 |